# Drassyllus coreanus
Drassyllus coreanus är en spindelart som beskrevs av Paik 1986. Drassyllus coreanus ingår i släktet Drassyllus och familjen plattbuksspindlar. Inga underarter finns listade i Catalogue of Life.